# Временная область
Временная область — анализ математических функций, физических сигналов или временных рядов в экономике или статистике охраны окружающей среды относительно времени. Во временной области значения сигнала или функции известное для всех действительных чисел в случае непрерывного времени, или в разные отдельные моменты в случае дискретного времени. Инструментом, который обычно используется для визуализации реальных сигналов во временной области, является осциллограф. График временной области показывает, как сигнал изменяется во времени, тогда как график частотной области показывает, насколько много сигнала лежит в пределах каждой заданной частотной полосы в диапазоне частот.
То, что белый шум некоррелирован по времени (или по другому аргументу), не определяет его значений во временной (или любой другой рассматриваемой аргументной) области.

## Происхождение термина
Использование противопоставленных терминов временная область и частотная область развилось в технологиях связи США в поздних 1940-х, и совместное использование этих терминов без определения встречалось до 1950 года. Когда анализ использует в качестве единицы измерения секунды или её кратные, тогда он во временной области. Когда анализ касается обратных единиц, таких как герцы, тогда он в частотной области.

### Связанные понятия
Ве́йвлет (англ. wavelet — небольшая волна, рябь), иногда, гораздо реже, вэйвлет — математическая функция, позволяющая анализировать различные частотные компоненты данных. График функции выглядит как волнообразные колебания с амплитудой, уменьшающейся до нуля вдали от начала координат. Однако это частное определение — в общем случае анализ сигналов производится в плоскости вейвлет-коэффициентов (масштаб — время — уровень) (Scale-Time-Amplitude). Вейвлет-коэффициенты определяются интегральным преобразованием...
Сигнал — материальное воплощение сообщения для использования при передаче, переработке и хранении информации.Сигна́л — код (символ, знак), созданный и переданный в пространство (по каналу связи) одной системой, либо возникший в процессе взаимодействия нескольких систем. Смысл и значение сигнала проявляются после регистрации и интерпретации в принимающей системе.
Распознавание по голосу — одна из форм биометрической аутентификации, позволяющая идентифицировать личность человека по совокупности уникальных характеристик голоса. Относится к динамическим методам биометрии. Однако, поскольку голос человека может меняться в зависимости от возраста, эмоционального состояния, здоровья, гормонального фона и целого ряда других факторов, не является абсолютно точным. По мере развития звукозаписывающей и воспроизводящей техники, технология распознавания применяется с...
Слепая деконволюция — метод восстановления изображения без априорной информации о функции размытия точки оптической системы, которая вносит в регистрируемый полезный сигнал шум, искажения и т. п.
В обработке сигналов чирплет-преобразование — это скалярное произведение входного сигнала с семейством элементарных математических функций, именуемых чирплетами.
Подробнее: Чирплет

### Упоминания в литературе
Чтобы обойти ограничения анализа во временной области, обычно на практике применяют частотный, или спектральный, анализ вибрационного сигнала. Спектральный анализ эквивалентен преобразованию сигнала из временной области в частотную. Частота и время связаны друг с другом. Это очень показательно: события, занимающие большой интервал времени, сжимаются в частотной области до отдельных полос. Временная реализация вибрации несёт в себе большое количество информации, которая для невооруженного глаза незаметна.
Марина Краснова, Полный справочник санитарного врача, 2013

### Связанные понятия
Оператор Ротуэлла, в дисциплине компьютерного зрения — оператор для обнаружения границ, представленный Чарлзом Ротуэллом (англ. C. A. Rothwell) на Симпозиуме IEEE по компьютерному зрению в 1995 году.
Цвета шума — система терминов, приписывающая некоторым видам стационарных шумовых сигналов определённые цвета исходя из аналогии между спектром сигнала произвольной природы (точнее, его спектральной плотностью или, говоря математически, параметрами распределения случайного процесса) и спектрами различных цветов видимого света. Эта абстракция широко используется в отраслях техники, имеющих дело с шумом (акустика, электроника, физика и т. д.).
Существуют два класса систем связи: цифровые и аналоговые. Цифровой сигнал — это сигнал, имеющий конечное число дискретных уровней. Аналоговые сигналы являются непрерывными. Типичным примером такого сигнала является речевой сигнал, передаваемый по обычному телефону. Информацию, передаваемую аналоговыми сигналами, также необходимо защищать, в том числе и криптографическими методами.
Модель сейсмического воздействия «СА-482» — совокупность универсальных характеристик, предназначенных для расчётов сейсмостойкости наземных объектов, состоящая из обобщённых спектров коэффициента динамичности (СКД) и синтезированной акселерограммы (СА-482).
Форма волны —  наглядное представление формы сигнала, такого как волна, распространяющегося в физической среде, или его абстрактное представление.
Выделение границ (выделение краёв) — термин в теории обработки изображения и компьютерного зрения, частично из области поиска объектов и выделения объектов, основывается на алгоритмах, которые выделяют точки цифрового изображения, в которых резко изменяется яркость или есть другие виды неоднородностей.
Масштабно-инвариантная трансформация признаков (англ. scale-invariant feature transform, SIFT) является алгоритмом выявления признаков в компьютерном зрении для выявления и описания локальных признаков в изображениях.
Дискре́тный сигна́л (лат. discretus — «прерывистый», «разделённый») — сигнал, который является прерывистым (в отличие от аналогового) и который изменяется во времени и принимает любое значение из списка возможных значений. Список возможных значений может быть непрерывным или квантованным.
Оптимальны́й приём сигна́лов — область радиотехники, в которой обработка принимаемых сигналов осуществляется на основе методов математической статистики.
Задача характеризации элементов микросхем заключается в получении зависимостей функциональных параметров библиотечного элемента или блока от длительности фронтов сигналов на входе и от величины нагрузочных емкостей для заданных наборов этих величин. В коммерческих системах характеризации (SiliconSmart, Virtuoso Liberate Characterization Solution, Virtuoso Variety Statistical Characterization Solution, Virtuoso Liberate MX Memory Characterization Solution, Kronos Characterizer Plus ) такие зависимости...
Це́лостность сигна́лов (англ. Signal Integrity) — наличие достаточных для безошибочной передачи качественных характеристик электрического сигнала.
Спектр отклика или спектр реакции- график пикового или установившегося отклика (смещения, скорости или ускорения) ряда осцилляторов различной собственной частоты, которые приводятся в движение возмущением. Результирующий график может быть использован для снятия отклика любой линейной системы, учитывая её собственную частоту колебаний. Одним из таких применений является оценка пиковой реакции зданий на землетрясение.
Метод конечных разностей во временно́й области (англ. Finite Difference Time Domain, FDTD) — один из наиболее популярных методов численной электродинамики, основанный на дискретизации уравнений Максвелла, записанных в дифференциальной форме.
Интегрированный временной ряд — нестационарный временной ряд, разности некоторого порядка от которого являются стационарным временным рядом. Такие ряды также называют разностно-стационарными (DS-рядами, Difference Stationary). Примером интегрированного временного ряда является случайное блуждание, часто используемое при моделировании финансовых временных рядов.
Вейвлет-преобразование (англ. Wavelet transform) — интегральное преобразование, которое представляет собой свертку вейвлет-функции с сигналом. Вейвлет-преобразование переводит сигнал из временного представления в частотно-временное.
Спектрогра́мма (соногра́мма) — изображение, показывающее зависимость спектральной плотности мощности сигнала от времени. Спектрограммы применяются для идентификации речи, анализа звуков животных, в различных областях музыки, радио- и гидролокации, обработке речи, сейсмологии и в других областях.
Синхро́нный усили́тель — тип электронного усилителя, в котором применён принцип синхронного детектирования сигнала.
Качественная, дискретная, или категорийная переменная — это переменная, которая может принимать одно из ограниченного и, обычно, фиксированного числа возможных значений, назначая каждую единицу наблюдения определённой группе или номинальной категории на основе некоторого качественного свойства. В информатике и некоторых других ветвях математики качественные переменные называются перечислениями или перечисляемыми типами. Обычно (хотя не в этой статье), каждое из возможных значений качественной переменной...
Аналого-цифровой преобразователь (АЦП, англ. Analog-to-digital converter, ADC) — устройство, преобразующее входной аналоговый сигнал в дискретный код (цифровой сигнал).
Цифровая связь — область техники, связанная с передачей цифровых данных на расстояние.
Долгая краткосрочная память (англ. Long short-term memory; LSTM) — разновидность архитектуры рекуррентных нейронных сетей, предложенная в 1997 году Сеппом Хохрайтером и Юргеном Шмидхубером. Как и большинство рекуррентных нейронных сетей, LSTM-сеть является универсальной в том смысле, что при достаточном числе элементов сети она может выполнить любое вычисление, на которое способен обычный компьютер, для чего необходима соответствующая матрица весов, которая может рассматриваться как программа. В...
Цифровой водяной знак (ЦВЗ) — технология, созданная для защиты авторских прав мультимедийных файлов. Обычно цифровые водяные знаки невидимы. Однако ЦВЗ могут быть видимыми на изображении или видео. Обычно это информация представляет собой текст или логотип, который идентифицирует автора.
Фа́зовая манипуля́ция (ФМн, англ. phase-shift keying (PSK)) — один из видов фазовой модуляции, при которой фаза несущего колебания меняется скачкообразно в зависимости от информационного сообщения.
Измерение — совокупность действий для определения отношения одной (измеряемой) величины к другой однородной величине, принятой всеми участниками за единицу, хранящуюся в техническом средстве (средстве измерений).
Вара́ктор (от англ. variable — переменный и act — действие, actor — тот, кто действует) — электронный прибор, полупроводниковый диод, реактивное сопротивление которого зависит от приложенного обратного напряжения. Точное определение неоднозначно.
Теория линейных стационарных систем — раздел теории динамических систем, изучающий поведение и динамические свойства линейных стационарных систем (ЛСС). Используется для изучения процессов управления техническими системами, для цифровой обработки сигналов и в других областях науки и техники.
Магнитотеллурическое зондирование (МТЗ) Земли — один из методов индукционных зондирований Земли, использующий измерения естественного электромагнитного поля. Применяется при геофизических исследованиях. Метод открыт в 1950 году советским геофизиком А. Н. Тихоновым. Существенный вклад в развитие метода также внёс французский учёный Л. Каньяр. Значительный вклад в теорию МТЗ внесли М. Н. Бердичевский, В. И. Дмитриев; в настоящее время метод широко используется как один из неразрушающих (экологических...
Аудио-скремблер (англ. scramble — шифровать, перемешивать) — программное или аппаратное устройство, выполняющее скремблирование звука — обратимое преобразование звукового сигнала, основанное на изменении соотношений между временем, амплитудой и частотой звукового сигнала.
Теория автоматического управления (ТАУ) — научная дисциплина, которая изучает процессы автоматического управления объектами разной физической природы. При этом при помощи математических средств выявляются свойства систем автоматического управления и разрабатываются рекомендации по их проектированию.
Реконструкционный фильтр (восстанавливающий фильтр, англ. reconstruction filter, anti-imaging filter) используется в смешанных аналогово-цифровых системах для вывода гладкого (smooth) аналогового сигнала c цифрового входа. В частности, он применяется в устройствах ЦАП.
Гистограмма направленных градиентов (англ. Histogram of Oriented Gradients, HOG) — дескрипторы особых точек, которые используются в компьютерном зрении и обработке изображений с целью распознавания объектов. Данная техника основана на подсчете количества направлений градиента в локальных областях изображения. Этот метод похож на гистограммы направления края, дескрипторы SIFT и контексты формы, но отличается тем, что вычисляется на плотной сетке равномерно распределенных ячеек и использует нормализацию...
Анализ независимых компонент (АНК, англ. Independent Component Analysis, ICA), называемый также Метод независимых компонент (МНК) — это вычислительный метод в обработке сигналов для разделения многомерного сигнала на аддитивные подкомпоненты. Этот метод применяется при предположении, что подкомпоненты являются негауссовыми сигналами и что они статистически независимы друг от друга. АНК является специальным случаем слепого разделения сигнала. Типичным примером приложения является «Задача о шумной...
Автоволны (англ. autowaves) — это самоподдерживающиеся нелинейные волны в активных средах (то есть содержащих распределённые источники энергии). Термин в основном применяется к процессам, где волной переносится относительно малая энергия, которая необходима для синхронизации или переключения активной среды.
Оператор Кэнни (детектор границ Кэнни, алгоритм Кэнни) в дисциплине компьютерного зрения — оператор обнаружения границ изображения. Был разработан в 1986 году Джоном Кэнни (англ. John F. Canny) и использует многоступенчатый алгоритм для обнаружения широкого спектра границ в изображениях.
Результатом сегментации изображения является множество сегментов, которые вместе покрывают всё изображение, или множество контуров, выделенных из изображения (см. Выделение границ). Все пиксели в сегменте похожи по некоторой характеристике или вычисленному свойству, например, по цвету, яркости или текстуре. Соседние сегменты значительно отличаются по этой характеристике.
Анализ выживаемости (англ. survival analysis) — класс статистических моделей, позволяющих оценить вероятность наступления события.
Ана́логовый сигна́л — сигнал данных, у которого каждый из представляющих параметров описывается функцией времени и непрерывным множеством возможных значений.
Цифровая антенная решётка (ЦАР) (антенная решётка с цифровой обработкой сигнала) — антенная решётка с поэлементной обработкой сигналов, в которой сигналы от излучающих элементов подвергаются аналого-цифровому преобразованию с последующей обработкой по определённым алгоритмам.
Корреляция цифровых изображений (англ. digital image correlation and tracking, DIC/DDIT — оптический метод, используемый в техниках отслеживания и идентификации изображения для точных плоских и объемных измерений изменений на изображении. Этот метод часто используется не только для измерения деформаций, полей перемещений и оптических потоков, но и широко используется во многих областях науки и инженерного ремесла. Одно из наиболее широкоизвестных применений данного метода — идентификация перемещений...
Кибернетическая физика — область науки на стыке кибернетики и физики, изучающая физические системы кибернетическими методами. Часть молекулярной физики тоже входит в Кибернетику. Под кибернетическими методами понимаются методы решения задач управления, оценивания переменных и параметров (идентификации), адаптации, фильтрации, оптимизации, передачи сигналов, распознавания образов и др., развитые в рамках кибернетики. Физические системы также обычно понимаются широко: как системы живой и неживой природы...

Временно́й ряд (или ряд динамики) — собранный в разные моменты времени статистический материал о значении каких-либо параметров (в простейшем случае одного) исследуемого процесса. Каждая единица статистического материала называется измерением или отсчётом, также допустимо называть его уровнем на указанный с ним момент времени. Во временном ряде для каждого отсчёта должно быть указано время измерения или номер измерения по порядку. Временной ряд существенно отличается от простой выборки данных, так...
Физи́ческое коди́рование (линейное кодирование, манипуляция сигнала, модуляция, импульсно-кодовая модуляция) — представления дискретных сигналов, передаваемых по цифровому каналу связи, с целью передачи данных, представленных в цифровом виде, на расстояние по физическому каналу связи (такому как оптическое волокно, витая пара, коаксиальный кабель, инфракрасному излучению). Физическое кодирование также применяется для записи данных на цифровой носитель. При физическом кодировании уделяют внимание...
Многолучево́е распростране́ние — это эффект, наблюдаемый при распространении сигналов. Возникает при условии существования в точке приема радиосигнала не только прямого, но и ещё одного или целого ряда отражённых или\и преломлённых лучей. Другими словами, на антенну приёмника приходят не только прямые лучи (непосредственно от самого источника), но и отражённые (от земной поверхности, зданий, строений и прочих объектов).
Двухмерная ядерная магнитно-резонансная спектроскопия (2D NMR) — один из видов ядерной магнитно-резонансной спектроскопии, в котором данные распределены в пространстве по двум осям. Виды двухмерной ЯМР включают в себя корреляционную спектроскопию (COSY), J-спектроскопию, обменную спектроскопию (EXSY), а также ядерную спектроскопию с эффектом Оверхаузера (NOESY). Двухмерная ЯМР представляет больше сведений о структуре молекулы, чем одномерные ЯМР спектры и особенно удобна в установлении структуры...
Шкала (измерительная шкала) — это знаковая система, для которой задано отображение (операция измерения), ставящее в соответствие реальным объектам (событиям) тот или иной элемент (значение) шкалы. Формально шкалой называют кортеж, где X — множество реальных объектов (событий), φ — отображение, Y — множество элементов (значений) знаковой системы.